# 半出来温泉
半出来温泉（はんできおんせん）は、群馬県吾妻郡嬬恋村にある温泉。

## 泉質
- ナトリウムカルシウム塩化物泉[5]
  - 源泉温度40.8℃[6]
  - pH7.2
  - 無色透明
  - 源泉名:恵の湯[3]。動力揚湯[7]。

## 由来
半出来とは小字名。土地が痩せていたため作物がよく育たず、近隣の地域に比べて同じ面積の土地で同じ作物を作っても半分しか収穫が無かったことから「半出来」と呼ばれた地名に由来する。逆に半は「なか」と読むため群馬の方言「なから」「なっから」（かなりという意味）から、出来の良い土地という説もある。

## 歴史
1975年創業。創業当時は袋倉駅近くからのつり橋が無く、吾妻川の浅瀬を渡って温泉へ向かった。
なお、2020年に台風の影響でつり橋が崩落した。

## アクセス
- JR吾妻線袋倉駅から徒歩20分ほど。
- 関越自動車道渋川伊香保インターチェンジより約70分。または上信越自動車道碓氷軽井沢インターチェンジより55km、70分[4]。

## 参考図書
- 木暮敬、萩原進『群馬の温泉』（上毛新聞社、1980)
- 地質調査書『日本温泉・鉱泉分布図及び一覧』(1992)
- 『全国温泉大事典』(旅行読売出版社、1997)
- 『ぐんまの源泉一軒宿』（上毛新聞、2009）
- 『新ぐんまの源泉一軒宿』(上毛新聞社、2014)
- 「ぐんまの温泉」(群馬県観光局観光物産課、2020)